# 줄러구

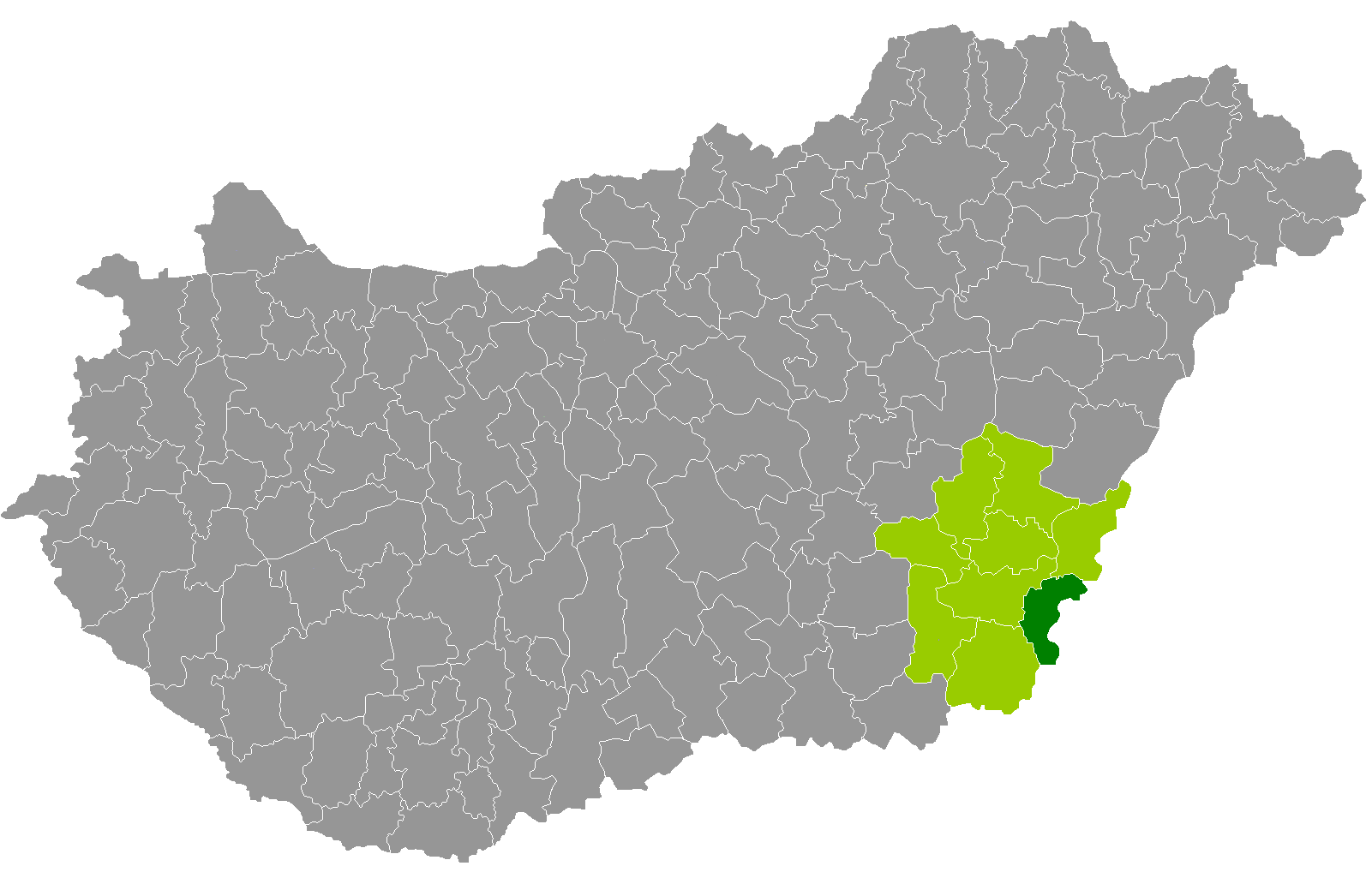
베케시주 지도에 표시된 줄러구의 위치

줄러구(헝가리어: Gyulai járás)는 헝가리 베케시주에 위치한 구로 구청 소재지는 줄러이며 면적은 413.22km2, 인구는 41,627명(2011년 기준), 인구 밀도는 101명/km2이다.
남서쪽으로는 메죄코바치하저구, 서쪽으로는 베케슈처버구, 북쪽으로는 셔르커드구와 접하며 동쪽과 남쪽으로는 루마니아와 국경을 접한다. 4개 지방 자치체(2개 시, 2개 마을)를 관할한다.

구 문장